# گولییکا
گولییکا (به بلغاری: Guliyka) یک منطقهٔ مسکونی در بلغارستان است که در شهرستان کروموفگراد واقع شده‌است.